# Stefania riveroi
A Stefania riveroi a kétéltűek (Amphibia) osztályába, a békák (Anura) rendjébe és a Hemiphractidae családba tartozó faj.

## Előfordulása
A faj Venezuelában és valószínűleg Guyanában él. Természetes élőhelye a szubtrópusi vagy trópusi nedves hegyvidéki erdők, szubtrópusi vagy trópusi magashegyi bozótosok, folyók, sziklás területek.